# Pisieu
 Pisieu  es una población y comuna francesa, situada en la región de Ródano-Alpes, departamento de Isère, en el distrito de Vienne y cantón de Beaurepaire.

## Demografía
| 384 | 361 | 327 | 315 | 362 | 469 |
| Para los censos de 1962 a 1999 la población legal corresponde a la población sin duplicidades (Fuente: INSEE [Consultar]) |     |     |     |     |     |